# (36254) 1999 XM17
1999 XM17 (asteroide 36254) é um asteroide da cintura principal. Possui uma excentricidade de 0.03948090 e uma inclinação de 11.96323º.
Este asteroide foi descoberto no dia 2 de dezembro de 1999 por LINEAR em Socorro.